# Everyone Dies in Utah
Gli Everyone Dies in Utah sono un gruppo pop rock formatosi a Temple, Texas, nel 2008.

## Formazione

### Formazione attuale
- Danny Martinez - voce (2014–present)
- Trey Golden - tastiera, sintetizzatore (2009–present)
- Daniel Tharp - basso (2014–present)
- Nathan Chase — batteria (2014–present)
- Dustin Dow - chitarra (2008–2013), (2018–present)
- Brandon Allen - chitarra (2017–present)

### Ex componenti
- Justin Yost - basso, voce (2010–2013)
- Nolan Bailey - basso (2013-2014)
- Keaton Smith - chitarra (2013-2017)
- Cameron Easter - chitarra  (2015-2017)
- Taylor Bagley - chitarra (2008–2011)
- Cody Haigis - chitarra (2011–2013)
- Justin Morgan - batteria (2008–2012)